# Conte maresciallo di Inghilterra
Conte Maresciallo (in inglese Earl Marshal o in alternativa anche Marschal, Marischal o Marshall) è un titolo ereditario cavalleresco e di incaricato di ufficio reale del sovrano del Regno Unito utilizzato in Inghilterra (in seguito, per gli effetti dell'Atto di Unione, nel Regno Unito).
Il detentore è l'ottavo fra i Grandi ufficiali dello Stato, ponendosi in grado sotto il Lord gran conestabile e sopra al Lord grand'ammiraglio.
Il Conte maresciallo ha la responsabilità dell'organizzazione dei funerali di Stato e dell'incoronazione del Monarca nell'Abbazia di Westminster, oltre che dell'organizzazione della Cerimonia di apertura del Parlamento del Regno Unito. Inoltre, è anche un ufficiale militare.
L'attuale Conte maresciallo è Edward Fitzalan-Howard, XVIII duca di Norfolk, che ereditò il titolo nel 2002.
In precedenza erano esistiti anche i titoli di Conte maresciallo di Irlanda e Conte maresciallo di Scozia.

## Inghilterra
L'ufficio del maresciallo reale esisteva in gran parte d'Europa, con gli incarichi di gestione dei cavalli e di protezione del Monarca.
In Inghilterra, l'ufficio diventò ereditario sotto Giovanni il Maresciallo (servizio prestato tra circa il 1130 e il 1165) successivamente al periodo dell'Anarchia.
Il suo secondogenito Guglielmo il Maresciallo, successivamente conte di Pembroke, rese l'incarico molto importante. Servì sotto parecchi Re, svolse il ruolo di reggente e organizzò i funerali e la reggenza durante l'infanzia di Enrico III.
Dopo esser passato, attraverso il marito della figlia di quest'ultimo, ai duchi di Norfolk, l'incarico fu trasformato in "conte maresciallo". Il conte maresciallo è l'ottava carica per importanza fra i grandi ufficiali dello Stato, posizionandosi dopo il lord gran conestabile e prima del lord grand'ammiraglio.
Nel Medioevo, il conte maresciallo e il lord gran conestabile erano gli ufficiali addetti ai cavalli e alle stalle del Re.
Quando la cavalleria perse di importanza, il ruolo di connestabile declinò e il conte maresciallo fu messo a capo del College of Arms, l'ufficio che si occupava di tutti gli aspetti legati a genealogie e araldica, anche se il collegamento del conte maresciallo con l'araldica avvenne alquanto per caso. Unitamente al lord gran conestabile reggeva una corte, nota come Corte di cavalleria, dedita all'amministrazione della giustizia secondo la legge araldica, che si occupava di molti casi legati alla materia militare, come riscatti, bottini e stipendi dei soldati, inclusi gli usi illeciti degli stemmi.
Il Maresciallo, in qualità di ottavo grande ufficiale dello Stato, deve organizzare le incoronazioni e l'apertura di Stato del Parlamento.
In una dichiarazione fatta il 16 giugno 1673 da Arthur Annesley, I conte di Anglesey, il lord del sigillo privato, in riferimento a una disputa sull'esercizio dell'autorità sugli araldi, i poteri del conte maresciallo erano così stabiliti: "aver potere di ordinare, giudicare e determinare tutte le questioni riguardanti stemmi, insegne di nobiltà, onore e cavalleria; emanare leggi, ordinanze e statuti per il buon governo degli ufficiali degli stemmi; nominare gli ufficiali per riempire i posti vacanti nel Collegio degli Stemmi; punire e correggere gli Ufficiali degli Stemmi per i comportamenti sbagliati nell'esercizio delle loro funzioni". In aggiunta, si dichiarò anche che non si dovesse assegnare alcun brevetto di stemmi o alcuna insegna di nobiltà e non si dovesse effettuare alcun aumento, alterazione o aggiunta agli stemmi senza il consenso del Conte maresciallo.

## Irlanda
Tra gli uomini che hanno detenuto il titolo di Conte maresciallo di Irlanda vi sono Guglielmo il Maresciallo, I conte di Pembroke e Walter Devereux, I conte di Essex (1539–1576).

## Regno Unito
L'House of lords Act 1999 soppresse il diritto automatico per i Pari ereditari di sedere nella Camera dei lord, ma altresì determinò che il Conte maresciallo e il Lord gran ciambellano continuassero, per il momento, ad avere seggi nella Camera dei lord così da potervi svolgere le loro funzioni cerimoniali.

## Lord marescialli di Inghilterra, 1135–1397
- Giovanni il Maresciallo 1135–1165 (?)
- Giovanni il Maresciallo 1165-1194 (figlio del precedente)
- Guglielmo il Maresciallo, I conte di Pembroke 1194–1219 (fratello del precedente)
- Guglielmo il Maresciallo, II conte di Pembroke 1219–1231 (figlio del precedente)
- Riccardo il Maresciallo, III conte di Pembroke 1231–1234 (fratello del precedente)
- Gilbert il Maresciallo, IV conte di Pembroke 1234–1241 (fratello del precedente)
- Walter il Maresciallo, V conte di Pembroke 1242–1245 (fratello del precedente)
- Anselm il Maresciallo, VI conte di Pembroke 1245 (fratello del precedente)
- Roger Bigod, IV conte di Norfolk 1245–1269
- Roger Bigod, V conte di Norfolk 1269–1306
- Robert de Clifford 1307–1308
- Nicholas Seagrave 1308–1316
- Tommaso Plantageneto, I conte di Norfolk 1316–1338
- Margaret, duchessa di Norfolk 1338–1377
- Henry Percy, lord Percy 1377
- John FitzAlan, I barone Arundel, lord Maltravers 1377–1383
- Thomas Mowbray, I conte di Nottingham 1383–1397

## Conti maresciallo di Inghilterra, dal 1397 al presente
- Thomas de Mowbray, I duca di Norfolk 1397–1398
- Thomas Holland, I duca di Surrey 1398–1399
- Ralph Neville 1400–1412
- John de Mowbray, II duca di Norfolk 1412–1432
- John de Mowbray, III duca di Norfolk 1432–1461
- John de Mowbray, IV duca di Norfolk 1461–1476
- congiuntamente:
  - Anne de Mowbray, VIII contessa di Norfolk 1476-1481 (contessa Marescialla)[2]
  - Riccardo Plantageneto, I duca di York 1478–1483
  - Sir Thomas Grey 1476-1483 (facente funzione)
- John Howard, I duca di Norfolk 1483–1485
- William de Berkeley, I marchese di Berkeley 1486–1492
- Enrico Tudor, duca di York 1494–1509
- Thomas Howard, II duca di Norfolk 1509–1524
- Thomas Howard, III duca di Norfolk 1524–1547
- Edward Seymour, I duca di Somerset 1547–1551
- John Dudley, I duca di Northumberland 1551–1553
- Thomas Howard, III duca di Norfolk, restaurato 1553–1554
- Thomas Howard, IV duca di Norfolk 1554–1572
- George Talbot, VI conte di Shrewsbury 1572–1590
- non assegnato 1590–1597
- Robert Devereux, II conte d'Essex 1597–1601
- non assegnato 1602–1603
- Edward Somerset, IV conte di Worcester 1603
- non assegnato 1604–1622
- Thomas Howard, XXI conte di Arundel 1622–1646
- Henry Howard, XXII conte di Arundel 1646–1652
- ??? 1652–1661
- James Howard, III conte di Suffolk 1661–1662
- non assegnato 1662–1672
- Henry Howard, VI duca di Norfolk 1672–1684
- Henry Howard, VII duca di Norfolk 1684–1701
- Thomas Howard, VIII duca di Norfolk 1701–1732
- Edward Howard, IX duca di Norfolk 1732–1777
- Charles Howard, X duca di Norfolk 1777–1786
- Charles Howard, XI duca di Norfolk 1786–1815
- Bernard Howard, XII duca di Norfolk 1815–1842
- Henry Howard, XIII duca di Norfolk 1842–1856
- Henry Fitzalan-Howard, XIV duca di Norfolk 1856–1860
- Henry Fitzalan-Howard, XV duca di Norfolk 1860–1917
- Bernard Marmaduke Fitzalan-Howard, XVI duca di Norfolk 1917–1975
- Miles Francis Stapleton-Fitzalan-Howard, XVII duca di Norfolk 1975-2002
- Edward Fitzalan-Howard, XVIII duca di Norfolk 2002–

## Visconti maresciallo
A partire dal Regno di Enrico VIII e fino all'abolizione dell'ufficio nel 1846, la posizione di conte maresciallo prevedeva un vice chiamato cavaliere maresciallo, .
I visconti maresciallo sono stati nominati in vari momenti, assumendo le responsabilità dell'ufficio durante la malattie o l'infermità del conte maresciallo.
Prima che il Parlamento adottasse una specifica norma nel 1824, qualora il conte maresciallo fosse stato un cattolico romano, i vice dovevano essere protestanti.
- Charles Howard, I conte di Carlisle 1673–?
- Charles Howard, III conte di Carlisle 1701–1706
- Henry Howard, VI conte di Suffolk, I conte di Bindon 1706–1718
- Henry Bowes Howard, IV conte di Berkshire 1718–1725
- Talbot Yelverton, I conte di Sussex 1725–1731
- Francis Howard, I conte di Effingham 1731–1743
- Thomas Howard, II conte di Effingham 1743–1763
- Henry Howard, XII conte di Suffolk, V conte di Berkshire 1763–1765
- Richard Lumley-Saunderson, IV conte di Scarbrough 1765–1777
- Thomas Howard, III conte di Effingham 1777–1782
- Charles Howard, conte del Surrey 1782–1786
- lord Henry Howard-Molyneux-Howard 1816–1824
- lord Edward Fitzalan-Howard 1861–1868
- Edmund Fitzalan-Howard, I visconte Fitzalan di Derwent 1917–1929
- Edward William Fitzalan-Howard, conte di Arundel e Surrey 2000–2002